# Mesopithecus
Mesopithecus (лат.) («средняя обезьяна», по причине переходного телосложения между гиббонами и гульманами) — вымерший род мартышковых, обитавших в Евразии от 7 до 5 миллионов лет назад. Mesopithecus напоминали современных макак, достигая 40 см в длину. Животное приспособилось как для ходьбы, так и для лазания, обладая стройным телом, длинными мускулистыми конечностями и гибкими пальцами. Зубы Mesopithecus позволяют предположить, что он питался в основном мягкими листьями и фруктами. Когда-то считалось. что от этих обезьян происходят гульманы, но исследование 2004 года выявило больше общих связей Mesopithecus с ринопитеками и пигатриксами.

## Галерея
- Черепа Mesopithecus pentelici
- Реконструкция скелета